# Baterias de Vila Bela
As Baterias de Vila Bela localizavam-se na Vila Bela da Santíssima Trindade, no estado de Mato Grosso, no Brasil.

## História
Na foz do rio Alegre, constituíam-se em duas baterias, uma artilhada com seis peças e outra com apenas quatro, erguidas para defesa da capital da Capitania do Mato Grosso (GARRIDO, 1940), em 1778, por determinação do Governador e Capitão-general Luís de Albuquerque de Melo Pereira e Cáceres (BARRETTO, 1958:305).
Ambas eram ligadas por uma cortina, atirando à barbeta, flanqueando um cais fluvial de 300 metros de extensão, que era "simultaneamente embarcadouro, dique às enchentes do rio, logradouro público e defesa da capital". São descritas, a primeira como localizada "à esquerda do local de desembarque, num abarrancado por trás da Capela de Santo Antônio; a outra no sítio denominado Porto do Tucun, e que defendia a cidade quase à foz do Alegre." (GARRIDO, 1940).
A povoação foi visitada pela expedição de Alexandre Rodrigues Ferreira (1783-1792).
Com a transferência da sede do governo para Cuiabá (1820), as baterias perderam a sua função estratégica, deixando de existir (GARRIDO, 1940).